# Saint-Jean-du-Doigt
Saint-Jean-du-Doigt (tiếng Breton: Sant-Yann-ar-Biz) là một xã của tỉnh Finistère, thuộc vùng Bretagne, miền tây bắc Pháp.

## Dân số
Người dân ở Saint-Jean-du-Doigt được gọi là Jeannais.